# Kotla (Pologne)
Pour les articles homonymes, voir Kotla (homonymie).
Kotla est une localité polonaise et siège de la gmina de Kotla, située dans le powiat de Głogów en voïvodie de Basse-Silésie.

## Histoire
De 1742 à 1945, Kuttlau fait partie de l'arrondissement de Glogau dans le district de Liegnitz au sein de la province de Silésie.